# Économie de l'environnement
Ne doit pas être confondu avec Économie écologique ou Économie verte.
 (mai 2017).
Si vous disposez d'ouvrages ou d'articles de référence ou si vous connaissez des sites web de qualité traitant du thème abordé ici, merci de compléter l'article en donnant les références utiles à sa vérifiabilité et en les liant à la section « Notes et références ».
L'économie de l'environnement est une branche de l'économie qui traite d'un point de vue théorique des relations économiques entre les sociétés humaines et l'environnement. 
Elle constitue un champ voisin, mais distinct, de l'économie écologique.

## Contexte et approche économique

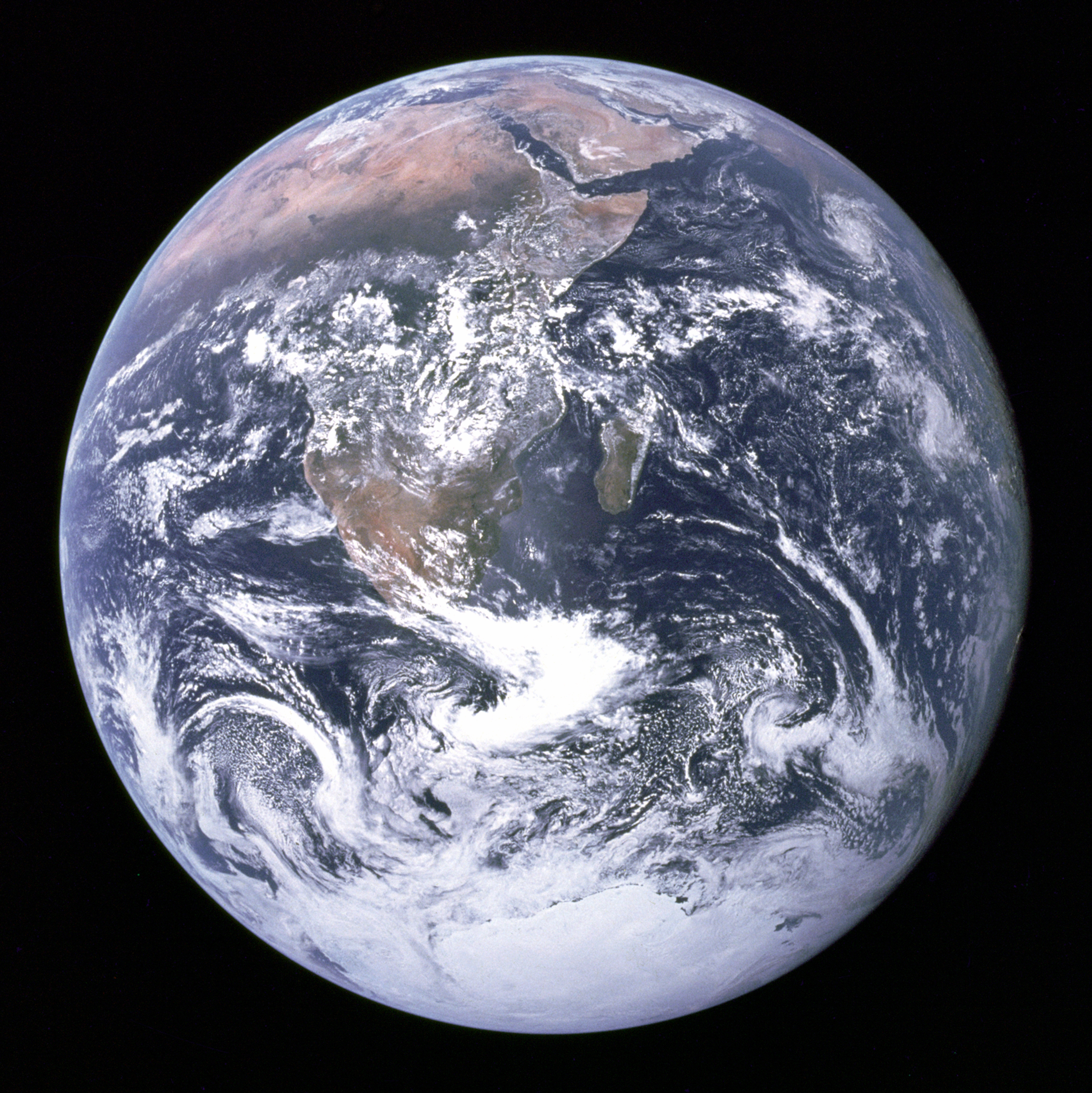
La Bille bleue, 1972.

### Émergence du concept

Augmentation de l'intensité des cyclones tropicaux (ici, Katrina) : une crise climatique ?

De l'effet de serre au recul de la biodiversité en passant par la pollution sous ses formes multiples, la question environnementale a aujourd'hui totalement investi le champ de la discipline économique. Cette révolution culturelle débute dans les années 1970 avec la prise de conscience écologique qui suit la médiatisation des premières grandes pollutions.
Les économies mondiales prennent progressivement la mesure du coût environnemental de l'exploitation des ressources et de la croissance associée au PIB : il s'agit d'une mutation profonde de la perception de l'environnement jusqu'alors peu concernée par les impacts environnementaux. L'environnement biophysique par le biais des sciences de l'écologie et de l'activité terrestre est associé à des systèmes et des cycles dans l'habitat. Ceux-ci indiquent des seuils et des limites tant en approvisionnement (surexploitation des ressources naturelles comme le pétrole ou les réserves halieutiques) qu'en débouchés (pollution des nappes phréatiques, par exemple). Des modèles de croissance économique, en tant que conséquence de l'activité humaine, ont manifestement un impact négatif démontré sur l'environnement.
Cette prise de conscience est récente dans les cultures modernes. L'étymologie du terme économie (de oikos, la maison et de nomos, la règle) témoigne d'une volonté de gestion efficace de la maison, c'est-à-dire l'habitat dans la biosphère, et renvoie à celle de l'écologie (de oikos, la maison et de logos, l'étude). La rareté des ressources naturelles n'était pas une préoccupation majeure dans la seconde moitié du XVIIIe siècle, lorsque les bases de l'économie moderne ont été fondées par les physiocrates, et surtout par les classiques (Adam Smith notamment). Les théories classique et néo-classique n'ont retenu des ressources naturelles que leur dimension financière et ont occulté leur possible épuisement. Jean-Baptiste Say enseignait par exemple que « Les richesses naturelles sont inépuisables, car, sans cela, nous ne les obtiendrions pas gratuitement. Ne pouvant être ni multipliées ni épuisées, elles ne sont pas l’objet des sciences économiques ».
Ainsi la première véritable rencontre de l'économie et de l'écologie (constituée en science) intervient probablement en 1972 avec le rapport Meadows du Club de Rome, intitulé « Les limites à la croissance » (en anglais : the Limits to Growth). Ce texte, alarmant sur les limites des ressources naturelles, marque la redécouverte des questions environnementales par les économistes.

## Théorie économique et environnement
L'économie, du moins sa version néo-classique, s'intéresse aux optima (ou optimums), c'est-à-dire la meilleure allocation des ressources rares à usages alternatifs, compte tenu des préférences des agents économiques, résumées dans une fonction d'utilité. Par exemple, l'optimum de Pareto (pour qui : améliorer la situation d'une personne désavantage, au moins, une autre personne) est certainement l'un des outils les plus utilisés de la science économique : une situation optimale au sens de Pareto est telle que toute amélioration du bien-être d'un individu (ou d'une catégorie d'individus) ne peut être obtenue qu'au détriment d'un autre individu (ou d'une autre catégorie d'individus). C'est une situation de référence de la théorie économique, dans la mesure où, selon le premier théorème de l'économie du bien-être, tout équilibre concurrentiel est un optimum de Pareto : il n'y a pas de justification à l'intervention des pouvoirs publics dans l'économie, à condition de respecter le caractère concurrentiel des marchés et de laisser le système de prix opérer les ajustements (optimum de premier degré). Ceci n'est cependant vrai qu'en l'absence de toute défaillance de marché.

### Principes fondateurs

#### Principe pollueur-payeur
Le principe pollueur-payeur est né en Allemagne et a été adopté par l'OCDE en 1972 comme principe fondateur des politiques de l'environnement. Il stipule que, lorsque les normes environnementales impliquent des coûts d'adaptation ou de limitation des pollutions, ces coûts doivent être imputés aux pollueurs qui sont les mieux à même d'en limiter l'ampleur et afin d'éviter des problèmes subventions croisées s'ils étaient supportés par des institutions publiques.

#### Principe de précaution
Ce principe vise avant tout à éviter les risques de dommage irréversible à l'environnement en stipulant que l'absence de certitude sur les causes de dommages graves ne doit pas conduire à l'inaction dans l'attente de clarifications qui pourraient intervenir trop tard (notamment lorsque les responsables des activités concernées ont les moyens d'entretenir le doute au delà du raisonnable).

#### Développement durable

Le développement durable est une nouvelle conception du bien commun, appliquée à l'économie, la société et l'écologie.

Le développement durable désigne « un développement qui répond aux besoins des générations présentes sans compromettre la capacité des générations futures de répondre aux leurs » (rapport Brundtland, 1987). Certains auteurs utilisent aussi le terme « développement soutenable », traduit de l’anglais « sustainable development » (Mokhtar Lakehal).

### Évaluation monétaire: la valeur de l'environnement
La notion de valeur est centrale en économie. Affecter une valeur à l'environnement et aux services écosystémiques qu'il rend (qu'on peut dans une certaine mesure chercher à monétariser) est supposé permettre sa meilleure prise en compte dans les équations de choix stratégiques, de mesures compensatoires et conservatoires. 
Les économistes distinguent cinq ou six dimensions de la valeur économique totale,. Il existe trois types de valeurs d'usage : la valeur d'usage direct, la valeur d'usage indirect et la valeur d'option. Selon les chercheurs, il existe soit deux, soit trois types de valeurs de non-usage. Les deux types consensuels sont la valeur d'existence et la valeur de legs (ou valeur d'héritage). Une partie des économistes prennent aussi en compte la valeur de quasi-option (ou valeur d'option informationnelle).
Comme nous venons de le voir, l'attribution d'une valeur aux composantes environnementales est fondamentale mais complexe. Plusieurs méthodes sont utilisées pour le faire :
méthode des coûts de transport ou de déplacementquelle distance sont prêts à parcourir les individus pour profiter d'un paysage, ou d'un objet (les scarabées, par exemple) ? On mesure le coût de transport réellement dépensé par des individus pour venir à tel ou tel endroit.
méthode des prix hédonisteson observe les sommes que consacrent les individus pour obtenir tel ou tel avantage environnemental ; cette méthode s'applique surtout sur les biens immobiliers où elle revient à calculer le surcoût que représente un beau paysage ou un air « pur ».
méthode d'évaluation des dépenses de protectioncombien sont prêts à payer les individus pour ne plus subir une atteinte environnementale (exemple : coût d'un déménagement pour ne plus subir une pollution, un bruit par exemple) ?
méthode de valuation contingenteà la différence, des méthodes précédentes, l'évaluation consiste à questionner plus qu'à observer. Dans les trois méthodes précédentes, on observe le coût de transport, le surcoût environnemental ou les dépenses de protection : ce sont des sommes d'argent que les individus dépensent effectivement. L'évaluation contingente consiste à questionner les individus dans le cadre d'enquête.

#### PIB vert
Depuis déjà quelques années, les économistes ont pensé à un PIB vert. Par ce dernier, on entend une mesure qui soustrait du PIB conventionnel la baisse du stock de ressources naturelles. Une telle méthode de comptabilisation permettrait de mieux savoir si une activité économique accroît ou fait baisser la richesse nationale lorsqu'elle utilise des ressources naturelles. Cependant, les économistes estiment qu'il serait difficile, sans doute, pour mettre sur pied ce nouvel indicateur. Et pourtant, des tentatives de formulation d'un nouvel indicateur ont été faites. Mokhtar Lakehal nous propose cette définition : Produit intérieur brut vert (PIB vert ou PIB écologique) est un agrégat tenant compte de la destruction des ressources non renouvelables. Par exemple, dans le « Système de comptes économiques et environnementaux intégrés » proposé par Peter Bertelmus Jan van Tongeren (Bureau statistique de l’ONU) et Carsten Stahmer (Bureau statistique fédéral allemand), les auteurs prennent en compte l’utilisation des ressources non renouvelables (minéraux, pétrole, gaz naturel…), les atteintes aux sources de biens renouvelables (sols, forêts, lacs…), les pollutions (air, eau) ainsi que toutes les activités de production et de remise en état de l’environnement. Cette démarche débouche sur la construction d’un Produit intérieur brut écologique. Les auteurs ont abouti à l’estimation suivante : ce PIB écologique représente 69 % du PIB, et seulement 51 % du PIB du secteur agricole et 48 % pour celui des mines. Le rapport valeur ajoutée/capital engagé passe de 25 % à 7 % seulement pour toute l’économie, de 20 à 4 % pour l’agriculture et de 73 % à 5 % pour les mines. « Integrated Environnemental and Economic Accounting Framwork for a SNA Satellite System ». Review of Income and Wealth, juin 1991 (Le Grand Livre de l'Économie contemporaine).

## Outils de l'économie de l'environnement

### Exemple du protocole de Kyoto
Le protocole de Kyoto est une illustration caractéristique du rôle de l'économie de l'environnement : il s'agit en effet de concilier le développement économique avec les contraintes environnementales. La rédaction du protocole a fait intervenir un ensemble de spécialistes de différents champs disciplinaires : des météorologues, des industriels, des juristes, etc. Et il a fallu concilier l'ensemble des visions. À partir des données scientifiques (l'impact d'une tonne de CO2 relâché dans l'air) et des données économiques (impact sur la croissance), dans un cadre juridique donné (un accord international), l'économie de l'environnement cherche à définir une situation optimale (optimum de pollution) à atteindre et à bâtir un certain nombre d'outils qui permettront d'atteindre cet objectif.

### Taxes, primes et marchés de droits à polluer
L'État peut intervenir en réglementant par la fixation d'une norme ou d'une taxe. Les deux doivent aboutir au même résultat sur le plan de la pollution si les coûts de dépollution de la firme sont connus. Dans le cas de la taxe, le pollueur paie une taxe qui visera à compenser le préjudice subit par le pollué. Apparemment, la taxe respecte le principe pollueur payeur. Notons qu'en France, une taxe ne pouvant être affectée dans un but précis, les taxes environnementales (à l'exception de la TIPP) contribuent à financer l'ensemble du budget de l'État.
Le second instrument est la prime : soit une prime à la modernisation de l'appareil de production, soit une prime au non-pollueur. Dans le premier cas, le pollué est invité à payer une prime qui doit aider le pollueur à améliorer ses installations et donc à moins polluer : c'est le fonctionnement du PMPOA en France. Dans le second cas, on félicite les entreprises qui ne polluent pas, ou moins que les autres, en leur versant une prime. Lorsque le mécanisme de la prime est couplé à celui de la taxe, le principe pollueur-payeur est globalement respecté : ceux qui polluent paient une taxe qui leur est reversée sous forme d'une prime qui va permettre au pouvoir public d'orienter la modernisation. En revanche, si c'est le contribuable qui paie, le principe pollueur-payeur n'est absolument pas respecté ; c'est pourtant ce dispositif que l'on retrouve fréquemment.
La dernière solution de ce type est la mise en place d'un marché de droits à polluer. Cette solution dont on trouve une préfiguration dès les débuts de l'industrialisation a été formalisée par Ronald Coase dans les années 1960 : pour Coase, les externalités ne marquent pas l'échec de la théorie économique, mais uniquement l'absence d'un droit de propriété sur l'environnement. La nature n'appartient à personne et c'est bien là le problème. La solution préconisée consiste à réintroduire un droit de propriété sur l'environnement lui-même (comme une ressource matérielle identifiable comme un cours d'eau). La propriété peut être attribuée soit au pollué, soit au pollueur. Coase montre alors que, quel que soit le détenteur initial des droits de propriété, une négociation directe entre pollueur et pollué aboutira toujours au même équilibre final, optimal au sens de Pareto. L'avantage notable de cette solution par rapport aux précédentes est que la fiscalité, et donc les contribuables n'interviennent pas. Néanmoins, le théorème de Coase a pour hypothèse fondamentale l'absence de coûts de transaction (hypothèse qui ne tient pas lorsqu'il y a un grand nombre de parties en présence). La solution opérationnelle inspirée de la nécessité de définir des droits de propriété est véritablement le marché de droits à polluer ou marché de permis négociables, mais plus explicitement « marché de quotas d'émission négociables ». Les entreprises s'échangent, c'est-à-dire se vendent et s'achètent, des permis qui leur donnent droit d'émettre par exemple du soufre (cf. notre exemple de production d'électricité). Ces permis sont distribués (gratuitement ou vendus aux enchères) par les pouvoirs publics qui en fixent le nombre en fonction du rationnement qu'ils veulent imposer aux pollueurs. Ceux qui peuvent réduire leurs émissions facilement et à coût faible trouveront plus rentable d'utiliser peu de permis et de revendre le surplus sur le marché. Ceux qui, au contraire, ont des coûts plus importants de réduction de leurs émissions trouveront plus rentable d'acheter des permis d'émission supplémentaires. Le marché permet les échanges entre ces différents pollueurs et la confrontation de l'offre et de la demande de permis se traduit par la formation d'un prix d'équilibre du marché. Si les pouvoirs publics souhaitent renforcer la contrainte pesant sur les pollueurs, il leur est loisible de réduire le nombre de permis : leur rareté entraîne une hausse des prix, incitant de plus en plus d'entreprises à moderniser leur installation. L'analyse de ces situations excédant le cadre de cet article nous renvoyons le lecteur sur celui concernant le théorème de Coase et sur celui sur les marchés de permis négociable (voir aussi Bourse du carbone).

### Droit et instruments réglementaires
Une deuxième grande catégorie d'instruments est la « voie réglementaire », utilisée par le législateur pour produire des lois et normes limitant ou interdisant la dégradation des ressources naturelles et certaines pollutions, par exemple en fixant des normes maximales d'émission.
L'Union européenne s'appuie sur le traité d'Amsterdam (dont les objectifs incluent l'efficacité environnementale) et sur la stratégie de Lisbonne revue par le Conseil européen de Göteborg en 2001 qui a appuyé ses objectifs de développement durable, poussant à une réglementation environnementale plus complète, via les livres blancs, de nombreuses directives européennes (directive cadre sur l'eau, directive sur l'énergie et les politiques sectorielles...). L'agence européenne pour l'environnement, située à Copenhague, tient un registre de données environnementales en appui des décisions. La directive 2003/98/CE fournit un cadre pour que les États membres mettent à disposition les données des services publics, dans la mesure où les législations nationales le permettent. Le Danemark et le Royaume-Uni ont lancé le projet MIReG visant à fournir les données de référence sous forme électronique pour l'élaboration d'une politique globale.
Aujourd'hui, les deux tiers des nouveaux textes législatifs en Europe proviennent des règlements et des directives européennes, qui sont élaborés en fonction de critères de développement durable. Ils portent notamment sur l'accès à l'information environnementale, l'étiquetage environnementale, le droit du public et des marchés à disposer d'informations sur la politique environnementale des grandes entreprises. Un autre thème important est celui de la protection, gestion et restauration de la biodiversité et des habitats naturels qui s'appuie sur les études d'impact, les mesures de compensatoires, mais aussi sur la notion de faute, préjudice et crime environnemental et le droit pénal de l'environnement, la recherche environnementale et sur le climat, certaines exonérations, la prise en compte de l’environnement face au droit de la concurrence, la responsabilité sociale et environnementale, l'intégration de clauses environnementales dans l'achat public, l'écoconception, la gestion des produits chimiques (Règlement Reach, des déchets et des sites, sols et sédiments pollués, les pesticides, les OGM, les nanotechnologies, les perturbateurs endocriniens, etc. Le droit a récemment évolué en intégrant le marché du carbone et les quotas de gaz à effet de serre, et des perspectives sont ouvertes sur la valorisation économique de la nature.

### Évaluation des politiques publiques
Au-delà de leur simple mise en place et du choix de l'une ou l'autre de ces politiques, l'économie de l'environnement se doit aussi d'offrir des instruments d'évaluation de ces mêmes politiques. De nombreuses études ont montré que la combinaison d'instruments conduit rarement à une situation optimale.
Cette évaluation doit avoir lieu régulièrement et dans la mesure du possible, les associations de défense de l'environnement doivent y participer. Malgré les oppositions que rencontre l'antinomique économie de l'environnement, ces associations doivent pouvoir parler sur un pied d'égalité avec les entreprises, les pouvoirs publics et les experts : l'intégration d'économistes de l'environnement au sein de leur équipe devient indispensable.
L'une des méthodes employées pour le suivi environnemental est le modèle Pression-État-Réponse de l'OCDE, ou des modèles dérivés employés à l'ONU ou à l'Agence européenne de l'environnement.